# Гашин
Гашин (пол. Gaszyn) — село в Польщі, у гміні Велюнь Велюнського повіту Лодзинського воєводства.
Населення — 1052 особи (2011).

## Демографія
Демографічна структура станом на 31 березня 2011 року:
|          | Загалом | Допрацездатний вік | Працездатний вік | Постпрацездатний вік |
| -------- | ------- | ------------------ | ---------------- | -------------------- |
| Чоловіки | 510     | 85                 | 362              | 63                   |
| Жінки    | 542     | 96                 | 306              | 140                  |
| Разом    | 1052    | 181                | 668              | 203                  |